# Bangladesh nos Jogos Olímpicos de Verão de 2020
Bangladesh competiu nos Jogos Olímpicos de Verão de 2020 em Tóquio. Originalmente programados para ocorrerem de 24 de julho a 9 de agosto de 2020, os Jogos foram adiados para 23 de julho a 8 de agosto de 2021, por causa da pandemia COVID-19. Desde a estreia oficial da nação em 1984, atletas bengaleses participaram de todas as edições dos Jogos Olímpicos de Verão.

## Competidores
Abaixo está a lista do número de competidores nos Jogos.
| Esporte       | Masculino | Feminino | Total |
| ------------- | --------- | -------- | ----- |
| Atletismo     | 1         | 0        | 1     |
| Natação       | 1         | 1        | 2     |
| Tiro          | 1         | 0        | 1     |
| Tiro com arco | 1         | 1        | 2     |
| Total         | 4         | 2        | 6     |

## Atletismo
Bangladesh recebeu vaga de universalidade da IAAF para enviar um atleta às Olimpíadas.
- Nota– As posições para os eventos de pista são em relação à bateria do atleta
- Q = Qualificado para a próxima fase
- q = Qualificado para a próxima fase como o perdedor mais rápido ou, em eventos de campo, pela posição sem atingir o alvo para qualificação
- NR = Recorde nacional
- N/A = Fase não aplicável para o evento
- Bye = Atleta não precisou disputar aquela fase

Eventos de pista e estrada
| Atleta                | Evento          | Eliminatória | Eliminatória | Semifinal | Semifinal | Final     | Final   |
| Atleta                | Evento          | Resultado    | Posição      | Resultado | Posição   | Resultado | Posição |
| --------------------- | --------------- | ------------ | ------------ | --------- | --------- | --------- | ------- |
| Mohammad Jahir Rayhan | 400 m masculino |              |              |           |           |           |         |

## Natação
Bangladesh recebeu um convite universal da FINA para enviar dois nadadores de melhor ranking (um por gênero) em seus respectivos eventos individuais para as Olimpíadas, com base no Sistema de Pontos FINA de 28 de junho de 2021.
| Atleta                | Evento                    | Bateria | Bateria | Semifinal | Semifinal | Final | Final   |
| Atleta                | Evento                    | Tempo   | Posição | Tempo     | Posição   | Tempo | Posição |
| --------------------- | ------------------------- | ------- | ------- | --------- | --------- | ----- | ------- |
| Mohammed Ariful Islam | 50 metros livre masculino |         |         |           |           |       |         |
| Junayna Ahmed         | 50 metros livre feminino  |         |         |           |           |       |         |

## Tiro
Bangladesh recebeu um convite da Comissão Tripartite para enviar um atirador da carabina para as Olimpíadas, contanto que a marca de qualificação mínima (MQS) fosse atingida até 5 de junho de 2021.
| Atleta            | Evento                        | Qualificação | Qualificação | Final  | Final   |
| Atleta            | Evento                        | Pontos       | Posição      | Pontos | Posição |
| ----------------- | ----------------------------- | ------------ | ------------ | ------ | ------- |
| Abdullah Hel Baki | Carabina de ar 10 m masculino |              |              |        |         |

Legenda de Qualificação: Q = Qualificado à próxima fase; q = Qualificado à medalha de bronze (espingarda)

## Tiro com arco
Pela primeira vez na história olímpica, um arqueiro bengalês qualificou diretamente para o recurvo individual masculino nos Jogos após chegar às quartas-de-final e obter uma das quatro vagas disponíveis durante o Campeonato Mundial de Tiro com Arco de 2019 em 's-Hertogenbosch, Países Baixos.
| Atleta                    | Evento               | Fase de ranking | Fase de ranking | Fase de 64           | Fase de 32           | Oitavas-de-final     | Quartas-de-final     | Semifinais           | Final / BM           | Final / BM |
| Atleta                    | Evento               | Placar          | Pos.            | Adversária Resultado | Adversária Resultado | Adversária Resultado | Adversária Resultado | Adversária Resultado | Adversária Resultado | Pos.       |
| ------------------------- | -------------------- | --------------- | --------------- | -------------------- | -------------------- | -------------------- | -------------------- | -------------------- | -------------------- | ---------- |
| Ruman Shana               | Individual masculino |                 |                 |                      |                      |                      |                      |                      |                      |            |
| Diya Siddique             | Individual feminino  |                 |                 |                      |                      |                      |                      |                      |                      |            |
| Ruman Shana Diya Siddique | Equipes mistas       |                 |                 | —                    | —                    |                      |                      |                      |                      |            |